# Illidiance
Illidiance est un groupe de cyber metal russe, originaire de Taganrog, dans l'Oblast de Rostov. Il est formé par le guitariste et chanteur Dmitry Shkurin (aka Xyrohn) en 2005. Le groupe en lui-même considère son style comme du « cyber black metal ».

## Biographie
Les origines du groupe sont retracées en 2000, dans un groupe local russe appelé S.C.A.R.D. Le nom du groupe est un acronyme pour Sathanic Coil Arisus Rimmu Daemon. Ce groupe ne compte que trois démos intitulées Armageddon, (2000), Blackstorm Dominions (2000), et Insane Mytheries to Demise (2003).
Illidiance est formé en 2005 comme groupe de black metal moderne. Cette même année, le groupe publie un EP quatre titres intitulé Withering Razors, caractérisé par un style black metal progressif. Toujours en 2005, le 25 septembre, Illidiance publie son premier album studio intitulé Insane Mytheries to Demise (issu de leur démo de 2003 sous leur nom de S.C.A.R.D.) au label Magik Art Entertainment, édité à 1 000 exemplaires. En 2007 sort la démo Nexaeon qui sera pressé comme EP huit titres en 2009. En décembre 2009, Illidiance commence les enregistrements de son futur album Damage Theory. Ils expliquent que « ce LP comprendra 11 chansons entrainantes et rythmées, ainsi que des chansons réenregistrées en provenance de l'EP Synthetic Breed. En ce moment, le groupe enregistre les parties à la guitare et à la basse aux PowerSound Studios. »
Le 1er février 2011, le groupe publie Fading Away, chanson issue de leur dernier album Damage Theory. Le 13 février 2012, Illidiance signe un contrat avec le label britannique Right Recordings. S'ensuivront une édition européenne de l'album Damage Theory et du single Neon Rebels. Ils participent ensuite à la tournée Krush'em All Tour durant laquelle ils filment leur périple. En mars 2014, Illidiance publie une vidéo lyrique de la chanson Urbanized issue de l'EP Deformity.
En février 2016, le groupe publie une nouvelle vidéo live de la chanson Critical Damage.

## Style musical
Le groupe en lui-même considère son style comme du « cyber black metal ». Initialement, le groupe officie dans un black metal plutôt électronique doté d'une production intentionnellement lo-fi. Dès 2008, le groupe décide de passer du black metal au cyber metal. Ce changement de style musical est marqué par leur troisième album, Nexaeon, publié en 2009. Cet opus, bien que toujours black, se caractérise par des éléments sonores beaucoup plus électroniques, voire parfois symphoniques, et comprend une musique relativement glaciale, apocalyptique, sombre, mécanique et décharnée. Mais c'est lors de la même année qu'Illidiance change du tout au tout pour proposer une musique plus moderne ainsi qu'un visuel bien particulier. Avec la sortie de l'EP Synthetic Breed, les russes décident de mettre en avant un cyber metal efficace en éliminant les éléments black metal et en se focalisant sur la robotisation des humains et une certaine avancée technologique. L'album, Damage Theory, en est la concrétisation.

## Membres

### Membres actuels
- Evgeny Rudenko - basse
- Tommy Syrex - chant clair, guitare, basse, claviers (depuis 2004)
- Dimm Xyrohn - chant, guitare solo (depuis 2004)
- Tony Cyclone - batterie (2005-2008, 2010-2012, depuis 2014)
- V. Ripper - DJing (depuis 2012)

### Anciens membres
- Hybrid - basse
- Razor - basse, chœurs
- Jason - basse, chœurs
- Azaronth - basse, chœurs
- Magnum - basse, chœurs
- QwereZagMoon - basse, chœurs
- Nemesis - claviers
- Deigorn - batterie (2004-2005)
- Infinity - guitare (2004-2012)
- Sockor - batterie (2009-2010)
- Artem Osipenko - guitare (2009-2011)
- Evgeny Nesterov - basse (2010-2012)
- Ilay Cain - basse (2012-?)
- Casey - batterie (2012-?)

## Discographie
- 2005 : Withering Razor
- 2005 : Insane Mytheries to Demise
- 2007 : Nexaeon (démo)
- 2009 : Synthetic Breed (EP)
- 2009 : Nexaeon (EP)
- 2010 : Damage Theory
- 2012 : Neon Rebels (single)
- 2013 : Deformity (EP)